# Zompist.com
Zompist.com, ook wel bekend als The Metaverse, is een Engelstalige website bedacht en beheerd door de Amerikaanse ideolinguïst en geoficticus Mark Rosenfelder. De website bestaat uit een losse verzameling essays over verschillende onderwerpen betreffende geofictie en kunsttalen. Ook biedt de website plaats aan een door Rosenfelder zelf gecreëerde wereld, genaamd Almea, alsook aan verschillende kunsttalen van Rosenfelders eigen hand, waarvan het uit 1995 daterende Verdurisch de meeste bekendheid geniet.
De website kwam meerdere malen in de publiciteit met onder andere de op de site aanwezige verzameling van cijfers van 1 tot 10 in 5000 talen en de door Rosenfelder geschreven handleiding voor het maken van kunsttalen, de Language Construction Kit.. De Language Construction Kit werd in maart 2010 ook in boekvorm uitgebracht, met vertalingen in het Portugees en Italiaans.